# Летние Сурдлимпийские игры 1924
Первые Международные игры глухих прошли в 1924 году в Париже, и с этого момента по настоящее время проводятся один раз в четыре года, за исключением периода Второй мировой войны.

## Первые игры
Участниками первых игр в Париже были делегации Бельгии, Чехословакии, Франции, Великобритании, Нидерландов, Польши, Венгрии, Италии, Латвии и Румынии. Игры прошли успешно. 16 августа 1924 года руководство спортивных делегаций стран-участниц на совещании решили организовать Международный спортивный комитет глухих (МСКГ) (Comite International des Sport des Sourds — CISS), основной целью которого стало основание союза всех спортивных федераций глухих и разработка их устава для основания и руководства только что появившегося соревнования. В этом же году было принято решение, что игры должны проводиться каждые четыре года.

## Виды спорта
На I сурдлимпийских играх программа включала 7 спортивных дисциплин (6 из которых индивидуальные, 1 — командная):

### Индивидуальные
- Лёгкая атлетика
- Велоспорт
- Плавание
- Прыжки в воду
- Теннис
- Пулевая стрельба

### Командные
- Футбол

## Участники
В I Международных играх глухих приняли участие спортсмены из 9 государств:
- Бельгия (26)
- Великобритания (34)
- Венгрия (1)
- Италия (1)
- Латвия (1)
- Нидерланды (13)
- Польша (5)
- Румыния (1)
- Франция (66)

## Медальный зачёт
| Место   | Страна         | Золото | Серебро | Бронза | Всего |
| ------- | -------------- | ------ | ------- | ------ | ----- |
| 1       | Франция        | 22     | 16      | 10     | 48    |
| 2       | Великобритания | 3      | 3       | 5      | 11    |
| 3       | Нидерланды     | 2      | 5       | 2      | 9     |
| 4       | Италия         | 2      | 0       | 0      | 2     |
| 5       | Бельгия        | 1      | 4       | 14     | 19    |
| 6       | Польша         | 0      | 1       | 0      | 1     |
| 7       | Румыния        | 0      | 0       | 0      | 0     |
| 7       | Латвия         | 0      | 0       | 0      | 0     |
| 7       | Венгрия        | 0      | 0       | 0      | 0     |
| Total： | Total：        | 31     | 30      | 31     | 92    |

## Факты
Официально с 1924 по 1965 год Игры назывались: "Международные тихие игры" или Jeux Internationaux Silencieux по-французски.